# Mädersforst
Mädersforst ist eine Ortschaft der Gemeinde Mühleberg im Verwaltungskreis Bern-Mittelland des Kantons Bern in der Schweiz. 